# Under a Violet Moon
Under a Violet Moon é o segundo álbum de estúdio da banda Blackmore's Night, lançado em julho de 1999 pela gravadora SPV GmbH, dos Estados Unidos.

## Faixas
1. "Under a Violet Moon" (Blackmore/Night) – 4:23
2. "Castles and Dreams" (Blackmore/Night) – 3:33
3. "Past Time with Good Company" (tradicional pelo rei Henrique VIII, arranjos por Blackmore) – 3:24
4. "Morning Star" (Blackmore/Night) – 4:41
5. "Avalon" (tradicional, Blackmore/Night, arranjos por Blackmore) – 3:03
6. "Possum Goes to Prague" (Blackmore) – 1:13
7. "Wind in the Willows" (Bell) – 4:12
8. "Gone with the Wind" (tradicional (Knipper), Blackmore/Night, arranjos por Blackmore) – 5:24
9. "Beyond the Sunset" (Blackmore) – 3:45
10. "March the Heroes Home" (tradicional, Blackmore/Night, arranjos por Blackmore) – 4:39
11. "Spanish Nights (I Remember It Well)" (tradicional, Blackmore/Night) – 5:23
12. "Catherine Howard's Fate" (Blackmore/Night) – 2:34
13. "Fool's Gold" (Blackmore/Night) – 3:32
14. "Durch den Wald zum Bachhaus" (Blackmore/Night) – 2:31
15. "Now and Then" (Night) – 3:11
16. "Self Portrait" (Blackmore/Dio) – 3:19

## Créditos
- Ritchie Blackmore – baixo, violão, guitarra, bandolim, tambor, tamborim
- Candice Night – vocais, flauta irlandesa

Músicos adicionais:
- John Ford – vocais/baixo em "Wind In The Willows"; backing vocal em "Under a Violet Moon" e "March The Heroes Home"
- Miri Ben-Ari – violino em "Morning Star" e "Spanish Nights (I remember It Well)"
- Mick Cervino – baixo adicional em "Morning Star"
- Kevin Dunne – bateria
- Peter Rooth – baixo em "Under a Violet Moon" e "Self Portrait"; programação de bateria em "Wind In The Willows" e "Gone With The Wind"
- Scott Hazell, Sue Goehringer, John Gould e Trish – backing vocal
- Mike "Metal" Goldberg – bateria militar em "Past Time With Good Company"
- Des Geyers Schwarzer Haufen-Thomas Roth – gaita-de-fole, vocais
- Albert Dannermann – gaita-de-fole, vocais
- Albrecht Schmidt-Reinthaler – cravo, vocais
- Jost Pogrzeba – percussão em "March The Heroes Home"
- Christof Heus – trompete em "March The Heroes Home"
- Rolf Spitz – trombone em "March The Heroes Home"
- Mark Pender – trompete
- Sr. e Sra. Heller – hurdy gurdy
- Minstrell Hall Consort – Todos os outros instrumentos
- Peter Waschelewski - engenheiro de gravação